# 完全勝利ダイテイオー
完全勝利ダイテイオー（かんぜんしょうりダイテイオー）は、2000年から2002年まで『電撃ホビーマガジン』などで雑誌展開された、サンライズの企画・制作によるメディアミックス作品。

## 概要
凶悪な異星人の襲撃から地球を守るべく、地球の守護者「エルドラン」より巨大ロボットを与えられた「ダンケッツ」こと、極楽小学校の5年3組の生徒たちの戦いを描くヒーローロボットアクション。
本作品は、1991年から1994年までテレビ東京系列にて放送された、サンライズ制作のロボットアニメシリーズ「エルドランシリーズ」の第4弾として企画されたものであるが、過去のシリーズ3作品のようなテレビアニメシリーズが存在せず、主にコミックやジオラマ写真を駆使した雑誌連載や、インターネット上のWebコンテンツなどといった媒体で発信される形となった。

### 制作
本作品が企画された1999年当時は、ガンダムシリーズはもちろん勇者シリーズも、『新世代ロボット戦記ブレイブサーガ』（1998年、タカラ）の発売などで盛り上がりを見せていた時期でもあり、エルドランシリーズでも何らかの動きをとの意識があったことを、メカニックデザインのやまだたかひろが証言している。また、脚本を手がけた北嶋博明も、当時ユージンに所属していた宮崎隆博から、カプセルフィギュアの製作や玩具の再販などに向けての話があったといい、最終的に当時サンライズの企画部にいた中山浩太郎が主軸となって、本作品の企画が立ち上げられたという。
雑誌連載などといった形で展開された本作品であるが、一方でその企画はプリスクールを中心に小学生全般をターゲットとした、30分1話完結のヒーローロボットアクション、すなわち過去の3作品のようなテレビシリーズ化が強く志向されたものでもあった。実際に番組企画書は言うに及ばず、4クール分のシリーズ構成やストーリー進行パターン表、部分的な絵コンテまでも起こされ、スタッフにも前出の北嶋・やまだの他、キャラクターデザインの近藤高光、美術設定の池田繁美、コンテの谷口悟朗、そして監修協力の川瀬敏文など、エルドランシリーズではおなじみの顔ぶれが名を連ねている。北嶋も後年のインタビューにて、とにかくテレビシリーズを作りたい、それが不可能ならせめてプロモーション映像をとの思いがずっと根底にあったと語っており、これが後述する映像化にも繋がっていくこととなる。

### 特徴
前述した1クラス18人の生徒たちが主人公である点や彼らの個性、ブレスレットやコマンダーといったアイテム、敵メカである「鬼界獣」の発生過程、さらには2号ロボやライバルロボの登場など、過去のシリーズ作品にも見られた様々な要素を盛り込みつつ、一方では巨大飛行母艦や転校生などといった、新たな要素も投入されている。
脚本だけでなく基本設定にも携わった北嶋は、本作品の企画に当たって「シリーズとしての統一性」を出すのを大前提として、そこに如何にして新しさを加味するかが最大のポイントになったと語っており、またシリーズ第1弾である、『絶対無敵ライジンオー』的なシチュエーションの再生＝リボーンを意識していたという。前述した新要素としての巨大飛行母艦も、校舎が司令室であった『ライジンオー』、校舎の一部が変形・発進する『ゴウザウラー』を踏まえ、「次は学校丸ごと発進だろう」という発想のもと考案されたものであるのと同時に、「クラス全員で戦う」というコンセプトを表現する仕掛けとしての側面もあった。
また、それまでぼかされてきたシリーズ各作品の繋がりも本作品にて明確にされ、物語の舞台もシリーズ前作『熱血最強ゴウザウラー』の完結した時点から数カ月後の1994年として設定、Web展開にて公開されていた「極楽新聞」の発行日もそれに合わせて1994年とされた。さらに中学生となったシリーズ各作品の主人公たちや、武田長官などのキャラクターが登場することにより、本作品が過去のシリーズ作品と地続きの世界であることが強調されている。舞台設定をあえて1994年とした点については、実際の時間経過通りに8年を経過させた場合、各作品の主人公たちも成人してしまうのに対し、1994年とすることで少年少女のギリギリの線であり、そうした「大人になる前」の面白さがあるという点を理由として挙げている。

### 雑誌連載と関連展開
本作品の主な展開である雑誌連載記事は、前出の『電撃ホビーマガジン』にて2000年9月号から2002年6月号まで連載された。連載開始は同誌の2000年3月号にて初めて告知され、2000年8月号には「第0回」と銘打ち、テレビアニメシリーズ3部作のストーリーダイジェストや、本作品のプロローグなどが掲載された。
内容としては、みずきたつの作画によるコミックと、ジオラマストーリーが中心となっており、このうち後者にて使用された立体物の作例は覇風・正義や長谷川成人らが製作を担当。掲載誌が模型誌ということもあり、ロボットにスポットを当てたストーリーが展開された。また、当時サンライズが運営していた公式ウェブサイトでは、この雑誌連載では未公開のストーリーも掲載されていた。雑誌連載は休載を挟むこともしばしばであったため、連載の後期はストーリーを隔月掲載としつつ、「完全設定資料集」と銘打って各種設定資料が掲載されるようになった。この雑誌連載記事のうち、コミックは後に加筆・修正の上で、各種設定資料とともにムック本『エルドランシリーズ メモリアルブック』（2005年、新紀元社）に収録されている。
前述した経緯から、玩具化の予定もなかった本作品であるが、登場するメカニックはやまだたかひろのデザインの元、やはり商品化も意識したものとして考案されており、雑誌連載期間中にはユージンからノンスケールレジンキットのダイテイオー（『電撃ホビーマガジン』誌上限定通信販売）と、ガレージキット「ダイテイオー改造パーツ」（イベント限定販売）が発売された。また、2024年にはグッドスマイルカンパニーの展開するプラモデルシリーズ「MODEROID」からも、ダイテイオーが組み立て式プラモデルとして商品化された。

### 映像化の実現とその後の展開
本作品の展開は雑誌連載やWebコンテンツだけに留まらず、各種フィギュアの発売やコンシューマーゲームへの出演など、この種のタイトルとしては異例の広がりを見せた。そうした中で、前述したような映像化を切望する声は内外から高まりを見せており、前出の中山の尽力もあってついにプロモーションフィルムの制作が決定した。
このプロモーション映像の制作に際して北嶋が書き起こしたプロットでは、プロモーションフィルムを「テレビシリーズとしての『ダイテイオー』」に対する「劇場版」として位置づけており、既存のストーリーとはパラレルな関係にあるものとも解釈されている。また、プロモーションフィルム制作のために当時の原画マンも多数集結し、完成した映像は7分強という短い尺ながらも、通常の30分番組を遥かに凌駕する5,000枚もの動画枚数がかけられた。そうした動きを経て制作されたプロモーションフィルムは、まず2001年10月に「東京ゲームショウ」と「東京プラモデル・ラジコンショー」（10月13日 - 14日、千葉・幕張）にて一部先行版が初公開され、次いで同年12月22日に葛飾区地域産業振興会館（テクノプラザかつしか）にて開催された、エルドランシリーズ10周年記念イベント「あつまれ地球の子供たちよ！」にて、完成版が公開されるに至った。イベントでの公開後、このプロモーションフィルムは2005年にリリースされた『ライジンオー』『ガンバルガー』の各DVD-BOXの、購入者応募特典のDVDとしてソフト化もされている。
雑誌連載の終了に際し、やまだ・北嶋ともに本作品のさらなる展開やエルドランシリーズの第5作目など、その後を見据えたコメントを残しているものの、前出のメモリアルブックが刊行された2005年の時点では休眠状態にあることが明記されており、結果的に本作品がテレビアニメシリーズ化にまで至ることはなかった。それからさらに数年を経て、本作品に関する動きが再び見られたのは2009年のことで、同年にテレビゲーム『スーパーロボット大戦NEO』（バンダイナムコゲームス）が発売された際、本作品も他のシリーズ作品とともに出演。同作品への出演に合わせて、主人公も含めた一部のキャラクターも新規にキャスティングが行われた。そして初出から15年を経た2015年、エルドランシリーズ3作品のBru-ray BOX連動購入特典として、HDリマスターされたプロモーションフィルムに新規音声を撮り下ろした「完全勝利ダイテイオー プロモーションディスク 完全勝利Ver.」が制作され、前述の『スーパーロボット大戦NEO』でのキャストや、テレビシリーズ3部作のキャストたちによるアフレコも合わせて行われた。

## ストーリー
ザウラーズが機械化帝国を退けてから数か月が経過した、1994年のある日。地方都市「極楽町」にある極楽小学校では、今日も5年3組の生徒たちが地球を救った地球防衛組・ガンバーチーム・ザウラーズに憧れ、日夜エルドランロボットの研究を行っていた。
そんな中、突如「鬼界帝国オニガッシュマー」が襲来し、地球を侵略し始めた。5年3組の生徒たちは今までの研究成果を試すため、オニガッシュマーに立ち向かおうとするもピンチに陥ってしまう。そこへ地球の守護神であるエルドランが現れてライジンオーたちを操り、オニガッシュマーに対抗する。しかし力及ばず、3体のロボットは巨大な黄金の剣に封印されてしまう。
自分たちになす術がないことに苛立つ5年3組の生徒たちの心情を理解したエルドランは、彼らに新たなる守護神「ダイテイオー」を授ける。これにより5年3組の生徒たちこと「ダンケッツ」は、夢にまで見たエルドランのロボットに乗り、地球を守るためにオニガッシュマーと戦うのであった。

## 登場人物
キャストが付記されているものは、いずれも『スーパーロボット大戦NEO』（以下「SRW」）、およびHDリマスター版プロモーションフィルム（以下、PF）でのそれを指す。

### ダンケッツ
エルドランより巨大ロボ「ダイテイオー」を託された、極楽小学校5年3組の生徒たちによる新たな「地球防衛組」。
大桃 タロウ（）
声 - 三瓶由布子（SRW、PF）
「モモタロウ」の通称を持つ、10歳の少年。誕生日は1月11日、血液型はO型。
正義感こそ強いものの、思い込んだら周囲が見えなくなる猪突猛進タイプの熱血バカで、無茶をして周りに迷惑をかけるため女性陣からは問題児扱いされることもある。負けん気も強いことから、マイやヒリュウとも衝突することもしばしばだが、それを根に持たないからっとしたところも持ち合わせている。一方で、歯医者に対して恐怖心を抱いているという意外な一面もあり、それが原因で鬼界獣が生み出されたこともあった。
ガンバー忍者に憧れ、日頃からホウキをガンバーソードに見立てての鍛錬に余念がない。ダンケッツとなってからは、念願叶ってテイオーのパイロットを担当することとなり、ダイテイオーへの合体後も卓越した運動神経を活かして、機体の主動作制御を担う。

大空 マイ（）
声 - 水沢史絵（SRW、PF）
5年3組のクラス委員長を務める少女。誕生日は4月2日、血液型はA型。ダンケッツとなってからはクウオーのパイロットの他、出動の際のコールも彼女が担当する。
気さくかつ世話好きで、口やかましいところもあるものの周囲から慕われている。また現実主義者なところもあり、ロボットもないのに訓練に勤しむモモタロウたちに対して呆れ顔を見せることも少なくないが、一方では地球防衛組に憧れを抱いてもおり、持ち前の優れた判断力でメインパイロット3人の中では参謀的な役割を果たすことも多い他、シリーズ構成の終盤ではモモタロウに（義理ではあるが）チョコを渡すエピソードも用意されていた。

大地 カケル（）
声 - 吉野裕行（SRW、PF）
クラス一の体格の持ち主である男子生徒。誕生日は6月23日、血液型はB型。
格闘技マニアな側面を持ち、それだけに留まらず球技や陸上、水泳にも秀でるなど、運動神経抜群な万能選手でもある。性格は極めて温厚にして争いごとを好まず、何かとぶつかりがちなモモタロウとマイの仲裁役も務めるが、弱いものいじめをするような輩など、義を弁えない不心得者に対しては容赦のないところもある。
ガンバーチームを支持するモモタロウに対し、自身はザウラーズ派であり、彼としばしば対立することもある。ダンケッツとなってからはリクオーのパイロットを担当し、力と技で奇をてらわぬ真っ向勝負を挑むバトルスタイルを見せる他、機体の性能をギリギリまで引き出す操縦センスを発揮し、数々のピンチを切り抜けることもある。

赤崎 カズオ（）
5年3組のお笑い芸人ともいうべき男子生徒。誕生日は9月18日、血液型はO型。
神妙な顔をしている時も芸のネタを考えるなど、何よりも笑いを取ることを優先する性格で、ガンバー忍者を贔屓としている。また武田長官の下で働く、カズヒロという兄がいる。ダンケッツとなってからは、「テイオー班」としてテイオーのメンテナンスを担当。前述した性格ゆえに、カズオが提案や報告に及ぶ際には注意を要するところもある。

新井 シオリ（）
幼い頃より漫画家志望のメルヘン少女。誕生日は7月12日、血液型はA型。
驚異的な観察眼と集中力を持ち、地球防衛と自己研鑽の両立を実践する努力家で、ダンケッツとなってからはゴクラクルーザーのレーダー手を担当。作中では自らが執筆したセミドキュメンタリー『ダンケッツ白書』で、新人賞を目指したエピソードが描かれている。

黄金沢 ナオト（）
食を生きがいとする美食家な少年で、ダンケッツとなってからはゴクラクルーザーの動力機関を担当。誕生日は1月29日、血液型はB型。
のんびりした性格で、みんなを和ませる癒し系であり、食べるだけに留まらず、自らも一流シェフ並みの腕を持つなど有能な面もあるが、空腹時には食べること以外何も考えられなくなってしまうという欠点を持つ。肥満であることも悩みの種であるが、鬼界獣によって仲間たちが激ヤセした際には、彼らに代わって八面六臂の活躍を見せたこともある。

紺野 シンゴ（）
ビジュアル系のルックスを持つロック少年。誕生日は7月31日、血液型はAB型。
その見た目に加え、クールな雰囲気を漂わせるがゆえに、他のクラスの女子からの人気も高く、自身もバンドに所属してギターを担当しているが、ギタープレイこそアツいものがあるとはいえその実ひどい音痴でもあり、前述のバンドにおいてもボーカルを辞退してギター担当となったという経緯を持つ。作中では合唱コンクールの際、その事実を知らないクラスメートからあらぬ期待をかけられ苦悶したこともあり、その際スミレによる特訓を受けている。また、ダンケッツとなってからはクウオー班として、そのメンテナンスを担当している。

加藤 スミレ（）
音楽を愛する少女。誕生日は2月25日、血液型はO型。
その見た目とは裏腹に普段は良識派で通しており、マイとも気が合う一方、好きな音楽のジャンルがヘビーメタルであることから、内面には過激さを秘めてもいる。所属するバンドではドラムスを受け持ち、作中ではそれを振るって鬼界獣に立ち向かったこともある。ダンケッツとなってからは、クウオー班としてそのメンテナンスを担当する。

桜田門 ミノル（）
コンピュータやミリタリーに精通している少年。誕生日は11月3日、血液型はO型。
過去のエルドランチームや侵略者たちの研究にも余念がなく、ダンケッツとなってからはゴクラクルーザーやダイテイオーの機能の調査に当たるとともに、前述した研究から得られた膨大なデータを活かす形で、鬼界獣の能力を分析し最適な戦略を弾き出す、チームの頭脳ともいうべきポジションを担う。また、地球平和のために日夜活動している武田長官を尊敬している。

川口 アカネ（）
テンガロンハットと赤とんぼのアクセサリーが特徴の少女。誕生日は8月14日、血液型はB型。
女優志望であるものの、自身の女優魂が理解されないことが目下の悩みである。また、ややエキセントリックな性格の持ち主であるのに加えて、その言行もまたやや突飛であるため、クラスメイトを驚かせることもある。ダンケッツとなってからは、テイオー班としてそのコンディションのモニターと、オペレーターを担当する。

柴田 タケシ（）
眠そうな目をした寡黙な少年。誕生日は10月19日、血液型はB型。ダンケッツとなってからはリクオー班として、そのメンテナンスを担当する。
集団行動を苦手とし、不登校に陥ってあまり学校にも出てこなくなっていたが、ダンケッツとなってからは地球を守るべく頑張って登校するようになり、カケルとも仲良くなっていった他、同じくリクオー班のトモコとともに、ローテンションペアとして絶妙なコンビネーションを発揮する。自分の信念を絶対に曲げない、頑固な性格の持ち主でもある。

佐々木 ジュリ（）
常にファッション雑誌をチェックする、流行に敏感な少女。誕生日は10月5日、血液型はB型。ダンケッツとなってからはテイオー班として、その動力チェックとメンテナンスを担当。
流行をすぐ自身の中に取り入れてしまうセンスの良さを持つ一方、デリカシーのない男子に辟易しつい高飛車な態度を取ってしまうこともない訳ではない。元々女子生徒の中では数少ないエルドランロボの支持派でもあるが、前述の通りテイオーのメンテナンスを手がける都合上、雑誌を検分する時間が減ったのが目下の悩みである。

荻原 ミドリ（）
発育良好、かつ健康優良なセクシーダイナマイト少女。誕生日は5月17日、血液型はO型。
マイペースにして、大人相手でもガツンと啖呵を切る姉御肌な気質の持ち主で、また困っている仲間を放っておけない人情家な側面も有していることからクラスメイトからの信頼も厚く、作中ではマイとともにシオリのマンガのアシスタントを買って出たこともあった。ダンケッツとなってからは、リクオー班としてそのメンテナンスを担当。カケルとのハイテンションペアとして絶妙なコンビネーションを見せる。

早坂 ルリ（）
クラスのマスコット的存在な少女。誕生日は3月31日、血液型はO型。
クラスで背が一番低く、また自分のことを「ルリたん」と呼ぶなど、外面・内面ともにまだ幼さを残している。また、彼女の雷への恐怖が鬼界獣誕生の呼び水となってしまったこともあり、基本的にはみんなから守られる存在であるものの、いざという時には勇気を振り絞って戦う。ダンケッツとなってからは、クウオー班としてオペレーターを務める。

平賀 セイジ（）
発明マニアの少年。誕生日は5月26日、血液型はB型。
第1話に登場した投石機などを始め、物語開始以前よりガラクタを利用した奇想天外な兵器を次々と発明しており、ダンケッツになってからは本来火砲を装備していないゴクラクルーザーの砲術担当を自称。ゴクラクルーザーやダイテイオーに自作の武器を搭載すべく暗躍を見せるなど、マッドサイエンティストな側面を覗かせている。

山吹 リエ（）
クラスで一番の長身を持つ帰国子女。誕生日は8月27日、血液型はAB型。ダンケッツとなってからはゴクラクルーザーの通信を担当する。
日本語と英語をチャンポンに話すバイリンギャルで、その口調はクラスで英語の勉強が流行するきっかけともなった。陽気な性格で、やや高慢なところもあるものの、海外赴任中で滅多に会えずにいる父親との再会を待ちわびる、少女らしい一面を覗かせることもある。

水沼 トオル（）
スケボーを得意とする少年。誕生日は12月6日、血液型はAB型。
茶髪にピアスといった、ストリート系のファッションをキメているが、そうした遊び人風かつクールな出で立ちとは裏腹に純情なところがあり、マイに片想いを寄せている。ダンケッツとなってからはゴクラクルーザーの操舵士を務め、持ち前の優れたバランス感覚で艦を意のままに操る。

若草 トモコ（）
清楚かつはかなげな大和撫子。誕生日は2月4日、血液型はA型。ダンケッツとなってからはリクオー班としてそのオペレーションを担当。
普段は控えめにして目立たないものの、どんな逆境に遭っても取り乱すことのない芯の強さを備えており、オペレートを受ける側のカケルからも厚い信頼を寄せられている。また、一度怒らせるとオニガッシュマー大王よりも怖いという噂もある。

月城 ヒリュウ（）
声 - 宮島依里（SRW、PF）
物語中盤より登場する謎の少年。誕生日は9月30日、血液型はAB型。
地球防衛組のメンバーの一人である、月城飛鳥（『ライジンオー』)の従兄弟に当たり、富士を望む河口湖畔の豪邸に住んでいたが、エルドランよりダイリュウオーを託され、そのパイロットとしてオニガッシュマーとの戦いに身を投じることとなる。
一人でロボットを任されたという経緯から、18人もいるダンケッツよりも自分が優れていると考えており、当初は彼らに対しても不敵な態度で接するとともに、共闘を拒む姿勢を示していた。こうした高慢とも取れる立ち居振舞いは、ダンケッツに波紋を投げかけることもしばしばであったが、後にそのダンケッツに生命の危機を救われたのを経て、潔く自らの非を認め彼らと和解。ダンケッツの19人目のメンバーとなる。また、それに伴って極楽小学校に転校してきた際には、前述した態度からは想像もつかぬさわやかさも見せている。
- その特徴的な髪型から、オニガッシュマーの一員ではないかとミスリードする演出も考案されていた。

### ダンケッツをとりまく人々
井上 サツキ（）
5年3組の担任を受け持つ女性教師。モモタロウたちにとって話の分かるお姉さん的な存在でもあり、常にダンケッツの味方としてのスタンスを通しているが、彼らが出動する際には自動的に校外に追い出されてしまい、共に戦えないことを寂しくも感じている。

武田長官（）
声 - 西村知道（PF）
エルドランシリーズ全体を通して登場する、地球防衛軍長官を務める男性。本作品でも自慢の装備がオニガッシュマー相手に役に立たず、切歯扼腕する日々を送るものの、作中にて一度だけゴクラクルーザーのブリッジに立ったこともある。

エルドラン
声 - 島田敏（PF）
子供たちにロボットを授けた光の戦士。初回で敵の攻撃からダンケッツをかばい、消滅したと思われていた。

日向 仁（）
声 - 松本梨香（PF）
地球防衛組のメンバーにして、ライジンオーのパイロットの一人である少年。以下の面々とともにプロモーションフィルムに登場。
霧隠 虎太郎（）
声 - 折笠愛（PF）
風祭 鷹介（）
声 - 南央美（PF）
流崎 力哉（）
声 - 島田敏（PF）
いずれもガンバーチームのメンバーにして、ガンバルガーのパイロットを務める少年たち。
峯崎 拳一（）
声 - 高乃麗（PF）
ザウラーズのメンバーにして、ゴウザウラーのパイロットの一人である少年。

### 鬼界帝国オニガッシュマー
本作品の敵組織である、凶悪な異星人軍団。全ての惑星の、あらゆる文明を劫火で焼き払い、母星の光景とされる「地獄」に帰すことを目的としている。彼らはいずれも、伝説上の「鬼」に酷似した容貌をしており、過去にも彼らの仲間が度々地球に襲来したことがあるとされる。
オニガッシュマー大王
声 - 三宅健太（PF）
鬼界帝国を率いる謎の存在で、計り知れぬ力を持つ、エルドランシリーズ最大にして最悪の敵とされる。

キンカーク
声 - 小原雅人（PF）
オニガッシュマーの三大幹部の一人。赤い肌と金色の角が特徴の武闘派で、正攻法での戦いを好む。また、ダイテイオーを自分の獲物と決め込み、他の2人の作戦に強引に割り込んではその打倒に執念を燃やす。

ギンカーク
三大幹部の一人である、銀色の肌をした鬼女。その性格は狡猾かつ冷酷で、権謀術数を尽くした奸計をめぐらせダイテイオーを苦しめる。

ドウカーク
声 - 烏丸祐一（PF）
三大幹部の一人である、黄色い肌をした隻眼の鬼。赤鼻に出ベソ、越中フンドシといった出で立ち、それに語尾に「だっちゃ」と付ける佐渡弁もどきのしゃべりなどが特徴で、一見すると温厚なお笑い芸人風な振る舞いが目立つが、その実態は何を考えているかわからないかなりのクセ者であり、予測不能な愉快犯的な作戦を立てては、街を大混乱に陥れる。

## メカニック
氣ビーダマ
5年3組の生徒全員が所持するビーダマ。彼らがダンケッツである証であるとともに、勝利合体にも必要不可欠なアイテムでもある。

ダイブレス
ダンケッツ全員が、左腕に付けているブレスレット。エルドランが残していったアイテムの一つで、側面のスイッチ操作で天板が三方に展開し、内部に収められている氣ビーダマを取り出すことができる。

ダイコマンダー
同じくエルドランが残したアイテムの一つである多目的ツール。通常はテイオーのコックピットにセットされており、これを解析することによってダイテイオーやゴクラクルーザーに関する情報を探り出していく。ダンケッツだけでなく、ヒリュウも同じダイコマンダーを所持している。
また、基本形態からキーボードを跳ね上げ、グリップとすることで「トリガーモード」へと変形。さらにサムボタンを押して展開する中央のパネル内に備わった3つの穴へと、コアロボのパイロット3人の氣ビーダマがセットされることにより、両側のパネルが閉じてバレルを形成。この「スターターモード」でトリガーを引くと先端がフラッシュし、勝利合体のシークエンスへと移行する。
- ダイブレスも含め、そのギミックについては商品化も意識する形で考案されている。

ゴクラクルーザー
ダンケッツの擁する巨大移動空母。封印剣の突き立ったひょうたん池も含めた、極楽小学校の敷地全体が浮上・変形したものであり、変形の際には校舎やプール、それに体育館の位置も変化する。また、5年3組以外の生徒や教師らは、敷地外の安全な場所へと強制排出されるようになっている。
甲板にはコアロボの発進カタパルトを始め、エネルギー補給システムや武器射出機能などを完備。また、艦体後部に備わった主・副スラスターによって宇宙空間の航行をも可能とする他、主翼や舷側にもそれぞれ可動式のスラスターや噴射口が設けられている。この他にも、艦体にはこれを横断する地下鉄や、ランディングギアとして機能する建設車両が取り込まれている。
航行の際には、5年3組の教室がブリッジとして機能し、ここに集まった15人のブリッジ要員が各自の氣ビーダマを所定の位置にセットすることで、ブリッジ前方のチューブへと氣ビーダマが集められて発光し、さらに艦体が上下に展開することによって、七色に輝く光のトンネル「レインボーフィールド」を放射。コアロボが艦の後方からフィールド内へと進入することにより、勝利合体を開始する。ダイテイオーの合体に必要なこのフィールドの形成もまた、ゴクラクルーザーの帯びた重要な任務の一つである。一方で、艦のすべてが完全オートメーション化されている訳ではないことから、ダンケッツの面々が自ら作業を行う必要もある。
- やまだ曰く、エルドランシリーズにおいて個人的に不満だったのが「母艦がない」という点であったといい、本作品の制作に当たってはとにかく母艦を出したくてたまらなかったと後に語っている。このやまだから提示された「航空母艦の上に学校がそのまま乗っている」というコンセプトを元に、実際のデザイン作業は今石進が手がけている。

パーフェクトゴクラクルーザー
ゴクラクルーザーが、ヒリュウの仲間入りとともにパワーアップを果たした状態。艦首にリュウオーが変形した衝角と、その格納庫である公園とが合体したことで全長も増加し、それに伴って2本のカタパルトも延伸された。また、主翼上面にもスラスターとなるトレーラーと燃料供給用のタンクローリーが、翼下には水中モーターを思わせる大型ブースターが、パワーアップに伴いそれぞれ追加されている。

### エルドランロボ
テイオー
サル型のコアロボで、ダイテイオーへの合体時には両腕部・腹部・腰部・大腿部をそれぞれ構成する。平時は極楽小学校の校舎に融合しており、出動の際には壁面のレリーフから分離した上で、校庭のトラックからクラウチングスタートで発進。パイロットはモモタロウが担当し、その操縦は頭部にセットされる球形のコックピットから、モーショントレース方式で行われる。
俊敏な機動力を活かした格闘戦を得意とする機体で、空を飛ぶことこそ出来ないものの背中のノズルを用いた大ジャンプを可能とする他、足も手のように物をつかめるという特性を有する。固有の武装としては、ゴクラクルーザーより射出される鈎付きの剣「テイオー剣」が存在し、背中への装着も可能となっている。
- コアロボの頭部の意匠には、モチーフとなった動物の好物が組み込まれており、テイオーの場合は皮をむいたバナナを模した額の装飾に反映されている。ラフスケッチの段階では、足の形状もサルの指そのものな形とされていたが、最終的にはその名残を留めつつも指でなくす方向でまとめられた。

クウオー
キジ型のコアロボで、ダイテイオーへの合体時には頭部・両肩部・両翼をそれぞれ構成する。出動の際には極楽小学校の体育館の一部が変形した上で離陸し、パイロットのマイは頭部のコックピットより操縦を行う。
3体のコアロボの中で唯一飛行能力を備え、他の2体のコアロボを空輸することもできる。武装については特に設定されていないものの、合体後にシールドとなるパーツが尾羽となっており、合体の過程でゴクラクルーザーに収容された後、必要に応じて射出される。
- 頭部の意匠にはマメが取り入れられており、同様の装飾はコックピットのインパネにも施されている。

リクオー
イヌ型のコアロボで、ダイテイオーへの合体時には両脚部と胸部エンブレムをそれぞれ構成する。出動の際には極楽小学校のプールより発進し、パイロットのカケルは頭部のコックピットより、バイク型のコンソールで操縦を行う。
地上戦に特化した機体で、一撃離脱戦法により鬼界獣を翻弄するのを得意としている。また、リクオー自体には武装は装備されていないものの、合体時に用いる装備の多くが集中している他、合体後にエンブレムとなる背面の円盤にはグリップが内蔵されており、これをクウオーの足指で掴むことにより空輸を可能とする。
- 頭部の意匠は、ホネを模したものとされている。

ダイテイオー
3体のコアロボが、「勝利合体」することにより完成する巨大ロボ。
ライジンオーを始めとする3体のエルドランロボを封印されたエルドランが、最後の力を振り絞ってダンケッツに託したもので、合体の際にはゴクラクルーザーが作り出す「レインボーフィールド」が必要となる。また、変形後に各機が接続されていくごとに、「手を繋いでいく」演出も差し挟まれており、ここでも「団結」というテーマが象徴的に描き出されている。合体前の各機のコックピットは、球体ごと合体後の頭部へと移動して操縦席となり、中央のシートにモモタロウ、左眼側にマイ、右眼側にカケルがそれぞれ着座する。
- やまだ曰く、日本昔話を本作品におけるエルドランロボのベースとするという考えは最初からあったといい、ダイテイオーの場合は『桃太郎』がこれに該当する。
- 頭部デザインには、光や鉢鉄、それに桃など複数のイメージがシンボライズされているが、このうち光については、エルドランが「光の戦士」を標榜しながらも、それまでのシリーズ作品で光をモチーフとしたものがなかったのを踏まえて取り入れたものであることを、デザインを手がけたやまだたかひろが述懐している。頭部のみならず、両翼にもハレーションやレンズフレアなどのように、放射状にする形で光のイメージが取り入れられており、複雑な面構成に見せつつもその実六角形の意匠以外はほぼ面一という、ラインを利用した錯視トリックも含んだデザインとなっている。武器のダイテイソードは、当初は胸部エンブレムが分離して剣となるものであったが、分離後の胸部に特徴を欠くため採用は見送られた。

武装・技
主武装として「ダイテイソード」と、「ダイテイシールド」を装備。必殺剣でもあるダイテイソードは、右膝に収められていたリクオーの頭部をグリップとし、これを胸部右下の突起に差し込んで引き抜くことで光の刃を形成するものである。また、使用時にゴクラクルーザーの体育館から射出されるダイテイシールドには、「大」と「光」の文字がデザインされており、そこから発する光によって鬼界獣の弱点を看破した上で、ダイテイソードを振るって繰り出すのが必殺技の「カイザー・ダイダン・エンド」である。
これら以外にも、額のツノから発射する「ダイシャイン」、両腕のクリスタルを発射する「ダイランチャー」、両膝から射出される「ダイハンマー」、そして左膝より飛び出す「ダイソーサー」といった、多彩な武装が各部に備わっている。
ダイリュウオー
エルドランのもう1つのロボ。
ダンケッツにダイテイオーが託されたのと同時期に、ヒリュウへと託されたものであり、「ダイリュウオー完全変形」のコールでリュウオーから変形し完成する。頭部は富士山と昇龍を象った形状をしており、頭部クリスタルの奥のコックピットから、テイオーと近似したモーションコントロール方式で操縦を行う。
- ダイテイオーが桃太郎であったのに対し、ダイリュウオーは『龍の子太郎』をベースとしており、頭部デザインや翼の展開ギミックなどを除けば、準備稿の段階で概ね決定稿と変わらないレベルにまとめられている。また、胸部のエンブレムはダイテイオーと対を成す形状となっており、光を集める虫眼鏡のイメージが取り入れられている。

武装・技
主要な武装として、左右の拳を打ち合わせることで、両腕の尾のパーツが結合し左腕に形成される弓「ダイリュウアロー」が存在し、胸部右上から引き抜いた光の矢をつがえ、鬼界獣を射抜く「ドラゴン・バクサイ・シュート」を必殺技とする。この他決定稿には至っていないものの、尾の根元がナックルガードへと変形し、トンファーとしても扱える「ダイリュウナックル」や、尾の先端部を斧に変形させた「ダイリュウアックス」といった武装案も提示されていた。
リュウオー
ダイリュウオーが変形した、龍型の形態。ダイテイオーを乗せて飛ぶことができるほか、前述の通りゴクラクルーザーの衝角への変形機構も有する。富士五湖のひとつである河口湖の湖底に潜んでいたが、ヒリュウが極楽小学校へ転入したのと同時に、小学校近くの公園へと居を移すこととなる。
- リュウオーからダイリュウオーへの変形は、胸部エンブレムを除けば差し替え無しで変形できるよう考案されており、これが「完全変形」の所以ともなっている。準備稿ではこの完全変形を考慮する形で、胸部エンブレムも背中に配されていた他、決定稿にも引き継がれた前足の宝玉は、玩具化された際にコロ走行用の車輪を取り付けるのを考慮したものとなっている。
- リュウオー形態での武装や技は作中でも一切明かされていないが、やまだによると特に武器関連の設定は作っていないとのことである。

パーフェクトダイテイオー
ダイテイオーとダイリュウオーが、「完全勝利合体」することにより完成する巨大ロボ。
ゴクラクルーザーのデータ内にあったオペレーションプログラムを、ミノルが発見したことによって実現したものであり、合体の際にはこの両者のコックピットでダイコマンダーを起動した後、「パーフェクトダイテイオー・完全勝利合体」のコールにより合体シークエンスへと移行。分離したダイリュウオーのパーツが、ダイテイオーの全身を覆う形で合体し、最後にダイリュウオーの頭部によって構成される兜を被って合体を完了する。
- パーフェクトダイテイオーのデザインに当たって、やまだはとにかく「倍」であること、すなわち1号ロボと2号ロボとが合体していることが一目見てわかるようなデザインにしたいと思いが念頭にあったという。「合体前の各ロボの胸エンブレムを左右の肩に装着する」という点も、ダイテイオーをデザインする段階からすでに考えていたとのことで、これはロボットは通常「胸を目立たせる」という基本的なセオリーを外し、肩に視線を向けさせるという新たな試みを意図したものでもある。
- 一方で、そのことによるしわ寄せもあったようで、パーフェクトダイテイオーの場合は従来のエルドランロボのスーパー合体時に、2号ロボのパーツなどのオプションが付くなどして強化されていた羽根の部分が全くいじりようがなく、そこが反省点であったと後に振り返っている。また、スーパー合体後の胸部パーツは、ダイリュウオーをデザインする段階では「大」の字をあしらいつつも、特に別パーツとする予定もなくシンプルなイメージで考えていたところ、パーフェクトダイテイオーを決め込む段階でもっと派手にというオファーが来たことで、独立したパーツとしてボリュームアップが図られたが、本来リュウオーに配されるはずの胸部パーツの行場が決まらないまま決定稿に至ってしまったため、ダイテイオーにもダイリュウオーにもこの胸部パーツは付いてないという。
- プロモーションフィルムにて描写された合体シークエンスは、前述した通りダイリュウオーが分離したパーツがダイテイオーへと合体する形とされているが、やまだの想定による合体シークエンスでは、ダイリュウオーが胸パーツ以外は全く分離せず、単体変形時とは裏返しになってダイテイオーを包み込む、リバーシブル合体というアイディアが提案されていた。プロモーションフィルムの制作に作監という形で参加していた城前龍治は、この時やまだとたまたま連絡を取っておらず、前述したアイディアを知らなかったためにダイリュウオーを分離させる形での画を作っており、後からそのことをやまだから知らされた際に、玩具好きとしてその構造に気付けなかったことに対してショックを受けたこと、それに有りがちな画を作ってしまったことに対する後悔の念を、後年の対談の中で明かしている。

武装・技
主武装として、ダイテイオーのソードとシールド、そしてダイリュウオーのアローを合体させた大剣「パーフェクトダイテイソード」を装備しており、ゴッドライジンソード（『ライジンオー』）と同様に裏面のグリップで把持するこの剣を振るって、必殺の「ダイテイオー・パーフェクト・ビクトリー」を繰り出す。またコミック版では、これに代わって「パーフェクト・ダイダン・エンド」という必殺技も使用している。
パーフェクトダイテイソード以外にも、後述の封印剣やゲンブロックを駆使して戦うこともある。
ダイゲンオー
ダンケッツの3号ロボで、全部で19機存在する「コゲンブ」が合体することによって完成する。頭部はコゲンブ1号によって構成され、合体時に甲羅がスライドすることで双眸が現れるようになっている。また、翼となるベース部分はゴクラクルーザーから射出される。
エルドランによって託された他の2体のロボとは異なり、ダイゲンオーはミノルとセイジが中心となって解析したエルドランが残したデータを元に、ゴクラクルーザーの艦内工場を使って作り上げたものである。操縦方法は2通り存在し、ゴクラクルーザーからの遠隔操作で動かせる他、他の2体のロボが出撃できない状況に備えて、ダンケッツの19人が各コゲンブに乗り込むことも想定されている。
手足を構成するコゲンブを、必要に応じて分離・変形させることにより、組み込まれた砲門を使用することができる他、組み換えによって人型形態であるダイゲンオーから、後述の2つの形態へと変形合体することも可能である。
- ダイゲンオーは、当初のシリーズ構成には登場予定がなく、オーダーもない状態で勝手にデザインして、雑誌連載もほぼ終了しつつあった頃にかなりイレギュラー的にねじ込んだことを、後にやまだが明らかにしている。やまだの語るところによれば、ダイゲンオーについてはプロモーションフィルムのびっくりネタとして出したいという意図もあったとのことで、『仮面ライダー対じごく大使』や『マジンガーZ対デビルマン』などを例に出しつつ、「新サイクロンやジェットスクランダーなどに匹敵するものが必要」と制作サイドを説得したという。
- 『電撃ホビーマガジン』の2002年3月号にて設定資料が紹介された時点では、各種形態も含めて正式名称は未定という扱いで、サンライズによる公式ウェブサイトにて正式名称募集中である旨が告知されていた他、搭乗するパイロットについても転校生らしいとの記載も見られた。最終的に、雑誌連載の最終回である2002年6月号の記事上にて正式名称の決定が告知されており、ここでは玄武をモチーフとした名前であることが言明されている。
- モチーフは『浦島太郎』であるが、その他にも『金太郎』からの連想でクマという案もあったという。デザイン的には、以前からやまだがやってみたかったという幾何学的なデザインが志向されており、当初の段階で六角形をくっつけてカメにしようと思いつき、平面図を描いてみたところ上手いこと六角形が19個となったことで、前述した「他のロボが出られない際にダンケッツのメンバーが乗り込んで戦う」というアイディアも、話し合いの中で持ち上がるに至った。

ダイゲンブ
コゲンブの合体によって完成するウミガメ形態。パワーと突進力に優れたフォーメーションで、パーフェクトダイテイオーを乗せての飛行も可能とする。
ゲンブロック
6門の砲身全てを前方へと向けた、攻防一体の武装形態。プロモーションフィルムでは、このゲンブロックから4大エルドランロボのエネルギーを集めた必殺ビームを発射しており、デビルガッシュとオニガッシュマー大王への決まり手ともなった。
ライジンオー / ゴッドライジンオー
ガンバルガー / グレートガンバルガー
ゴウザウラー / キングゴウザウラー
かつて地球を守ったエルドランのロボットたち。オニガッシュマーの襲来に際し、エルドランがこれを駆使して彼らに立ち向かうも、奮闘むなしくオコリンボー戦艦の攻撃によって巨大な剣（封印剣）へと封印されてしまう。この封印剣が落下した地点が極楽小学校であり、以降長きにわたって小学校の校庭に突き立ったままであったが、後のガッシュ軍団との戦闘に際してパーフェクトダイテイオーがこれを振るっており、コミック版ではこの剣をかざした際に発せられた光によって、破壊された街が修復されるという描写も見られた。
オニガッシュマーとの最終決戦に際して、各ロボットとも最終合体形態で復活を果たした点は雑誌連載・コミック版ともに共通しているものの、その経緯についてはそれぞれ相違点も見られ、雑誌連載では第7話にて地球防衛組やガンバーチーム、ザウラーズの協力を得て封印を解くことに成功したのに対し、コミック版では封印剣の破壊やエルドランの復活を経て、パーフェクトダイテイオーの前に現れるという形とされている。
- 連載に先駆け、ライジンオーを始めとした各主役ロボもユージンによってレジンキット化されており、これらは雑誌連載のジオラマストーリーでも使用されている他、『電撃ホビーマガジン』の2000年8月号から11月号にかけて、毎月1体ずつ誌上限定での通信販売も実施された。封印剣のデザインは、当初は3大ロボの翼を模した意匠が刀身の基部に配されていたが、これをグリップエンドに移す形で決定稿とされた。

### オニガッシュマー
鬼界城
三大幹部が本拠地としている巨大建造物。常に雷雲を戴き、衛星軌道上から地球を見下ろしており、後述のオコリンボー戦艦が多数配備されている。また、城内に設けられた司令室には、巨大な鬼が書物を広げたかのような形のモニターが備わっており、オコリンボーが発する電波を受け、いち早く鬼界獣を発見することができるとされる。
謎に満ちた部分も多く見られる鬼界城であるが、物語最終盤にてこの城こそが、帝国の支配者たるオニガッシュマー大王の正体であることが判明する。その眼光は大陸を沈め、オコリンボー戦艦さえも棍棒に過ぎぬほどの威容を備えている他、岩山となっている城の両脇の斜面が開くことにより、その内部から伸縮自在のマジックハンドを伸ばすこともできる。

オコリンボー戦艦
オニガッシュマーが、侵略の尖兵として派遣した金棒型の宇宙戦艦で、シリーズ構成および雑誌連載・コミック版における最初の敵でもある。
艦体から複数生えているツノのようなトゲは、後述のオコリンボーが多数集まって形成されており、この他にも腕と思しき部位から子ミサイルを発射し、ライジンオーを始めとする3大エルドランロボを封印剣に閉じ込めるなど猛威をふるったが、初陣となったダイテイオーの必殺技の前に敗北を喫してしまう。

デビルガッシュAu
キンカークが操縦する専用ロボット。出現の際にとる鬼瓦型の飛行形態と、ダイテイオーに2倍する巨体とパワーを持つロボット形態の2つの形態を備えており、後者は金色の甲冑と、その裏にまとった濃い影という奇怪な姿が特徴である。変形の際には両肩部に相当する部分が開き、腰が回転して頭部が伸びた後、瓦を連ねたような形状の手足が一気に伸びてプロセスを完了する。
厚みこそないが質量のある自身の影を伸ばし、これを自在に変化・使役することが可能で、自身よりもさらに巨大な影を発生させる「カゲボーシ」で攻撃を仕掛けたり、影のようになった手足も切断用の武器として振るい、帯状にして敵を締め付ける、などといった形で活用することができる。さらに、影を延々と伸ばすことで空中戦さえも行えるようになっており、作中でもこれを活かして宇宙空間での戦闘に臨んでいる。
影を操る能力以外にも、鬼界獣と合体することでこれをデビル鬼界獣へと強化、直接操ることも可能となっており、その圧倒的な力はダイテイオーだけでは太刀打ちできないほどとなる。合体の際には、一度胸部と肩のみという形状へと変形し、鬼界獣との合体後に再度頭部が現れるようになっている。
ギンガッシュAg
ドウガッシュCu
前者はギンカークの、後者はドウカークの専用機で、いずれもデビルガッシュAuと同等の能力を備えている。この2機は対を成す存在となっており、機体色と左右のツノから伸びるツノのサイズに差異が見られる。
作中へは雑誌連載、およびコミック版の第6話にて初登場し、デビルガッシュAuらと共にパーフェクトダイテイオーや復活したエルドランロボたちと干戈を交えた。

鬼界獣
オニガッシュマーが擁する円錐型発生装置「オコリンボー」が変貌を遂げた存在。
「恐怖の種」とも称されるオコリンボーは、人々の「こわい」という感情に反応して、様々な形態や能力を持った2 - 5m程度の幼体へと成長するという特性を有し、さらにその幼体へと三大幹部がオニガッシュパワーを注ぎ込むことにより、50m大へと巨大化。戦闘能力も倍増し破壊の限りを尽くすようになる。名前の末尾には、三大幹部に対応した3通りの称号が付されており、キンカークの使役する個体は「Au」、ギンカークの場合は「Ag」、そしてドウカークは「Cu」となっている。
オコリンボーは、前述の戦艦が撃破された際に大量に地上へとばら撒かれ、タケノコのように地面に突き刺さっており、小さくて目立たず数も多いことから、鬼界獣へ成長する前の発見は困難である。
ゴロピカAg
鬼界獣の第1号にして、シリーズ構成並びに雑誌連載・コミック版の第2話に登場した個体。ルリの雷に対する恐怖に反応して誕生し、キンカークのパワーを受けて成長を遂げた
左手の先から放つ避雷針めがけ、頭上の雷雲から供給される電撃で合体前のコアロボたちを苦戦させたが、背中から伸びたアース線が弱点であることを看破された末に、ダイテイオーによって倒されるに至った。
コンビニーCu
シリーズ構成における第14話、および雑誌連載・コミック版の第3話に登場。経営不振に悩むコンビニ店主の恐怖心に反応・誕生した個体で、缶ジュース爆雷やペットボトルミサイル、バーコードビームなどを武器とする。
ドウカークの指示でダイテイオーに猛攻を仕掛け、デビルガッシュAuの乱入もあってこれを苦戦に追い込むものの、最後は反撃に転じたダイテイオーのカイザー・ダイダン・エンドを受け爆散した。
チクタクCu
シリーズ構成における第16話に登場。ドウカークの配下として、時間巻き戻し光線を駆使しダイテイオーへの合体を阻んでみせたが、光線の効果で新人賞への応募作品を白紙にされ怒りに燃えるシオリの奇策により、即席ミラーに反射させた光線を自らが浴びてしまったことで、オコリンボーへと戻ってしまった挙句に逆転敗北を喫してしまう。
デンタルンAg
シリーズ構成における第18話、および雑誌連載・コミック版の第4話に登場。元々は歯医者に対するモモタロウの恐怖心が生み出した、ギンカーク配下の虫歯鬼界獣であったが、キンカークの乱入によってデビルガッシュAuが合体したことでデビル鬼界獣へと変貌。一時はダイリュウオーさえも苦戦に追い込むも、強烈な攻撃がモモタロウに歯の痛みを一時的に忘れさせることとなり、ひいては彼らに逆転の糸口を掴ませる結果となった。
媒体によってその最期は異なり、シリーズ構成や雑誌連載では、前述の通りモモタロウの歯痛が治まったことで、ようやく合体に及んだダイテイオーによって撃破されているのに対し、コミック版では初合体を果たしたパーフェクトダイテイオーの必殺技を受け敗れている。
ケンバーンAg
シリーズ構成における第20話に登場する、ギンカーク配下の鬼界獣。シンゴの歌に対する恐怖から生まれた個体で、後述の再生鬼界獣軍団の一体としても再登場した。
ドブチューCu
シリーズ構成における第21話に登場。とある飲食店主の、ネズミに対する恐怖心から生まれた個体で、ネズミ算式に増殖するのみならず、自在に分離や合体を繰り返す上に戦闘力も高い。
極楽町にて大量発生した後、そのうちの一体がマイのダイブレスを奪ったことで、ダイテイオーが合体できなくなるというピンチまでも誘発したため、彼女に想いを寄せるトオルがスケボーを駆ってダイブレスの奪還を試みることとなる。
オイシンボーCu
シリーズ構成における第23話に登場する、ドウカーク配下の鬼界獣。
マックロウAu
雑誌連載の第5話に登場。カラス型の鬼界獣で、ダイテイオーもしくはダイリュウオーのいずれかを無重力の宇宙空間へと連行しいたぶろうとする、キンカーク立案の作戦をアシストすべく出現。ダイリュウオーを羽交い締めにして宇宙空間へと連行してみせたものの、ゴクラクルーザーとともに加勢に入ったダイテイオーの働きでダイリュウオーが自由になると、その必殺技で撃破されてしまった。
トレカードAu
シリーズ構成における第26話、およびコミック版第5話に登場する、キンカーク配下のデビル鬼界獣。アルバムに収められている、過去に倒された鬼界獣のカードを引き抜くことで、これを再生鬼界獣として実体化させる能力を持つ。
こちらも媒体によって展開が異なり、シリーズ構成の方では対立を続けるダイテイオーとダイリュウオーを相手に、一度は彼らを完膚なきまでに打ちのめしてみせたが、ダンケッツとヒリュウの和解を経て新たに誕生したパーフェクトダイテイオーとの戦いを余儀なくされることとなる。一方で、コミック版ではガッシュ軍団、そして自身の生み出した再生鬼界獣軍団とともにパーフェクトダイテイオーと相対した。
サタンフローズAg
タケダケダーAu
いずれも名称のみ登場する鬼界獣で、前出のトレカードAuが持つ鬼界獣のカードの中にも含まれている。
冷凍クリスマス鬼界獣（仮）
雑誌連載等には未登場の、デザイン画稿のみが確認できる鬼界獣で、正式名称は不明。サンタ（クリスマス）に対する恐怖から生まれたと見られ、ロケットパンチや吹雪などを武器とする他、足のスケートで高速移動を行うとされる。

## スタッフ
雑誌連載
- シナリオ：北嶋博明[13]
- コミック：みずきたつ[13]
- 原型製作：ユージン[13]
- イラストレーション・監修協力[94]：やまだたかひろ[13]
- 仕上げ：柴田亜紀子[13]
- 背景：アトリエ・ムサ[13]
- 立体製作：覇風・正義[13][110][111][112][113][94]、岬光章[13][110]、串田寿久[111][112][113][注 25]、長谷川成人[111][112][94][14]

プロモーションフィルム
- 企画:サンライズ
- 原作:矢立肇
- シリーズ構成・脚本：北嶋博明
- コンテ:谷口悟朗
- 演出：吉村章
- キャラクターデザイン：近藤高光
- メインメカニックデザイン:やまだたかひろ
- メカニックデザイン：今石進（シンクポート）・寺島慎也
- 作画監督：近藤高光・安藤義信
- 作画協力：城前龍治
- 原画：安藤義信・菊地晃・椛島洋介・青山まさのり・鈴木勤・竹内浩志
- 美術監督：藤田勉
- 美術設定：池田繁美
- 色彩設定：柴田亜紀子
- 撮影監督：大矢創太
- 音響監督：藤野貞義
- 音響効果:蔭山満（フィズサウンドクリエイション）
- 制作デスク：田村一彦
- 制作進行：中山智輝・福嶋清佳・雨宮忍・轟大河・福永義弘
- プロデューサー:大橋千恵雄・中山浩太郎（SUNRISE）
- 監修協力：川瀬敏文
- 制作：サンライズ